# Beaumont-Pied-de-Bœuf (Mayenne)
Beaumont-Pied-de-Bœuf település Franciaországban, Mayenne megyében. Lakosainak száma 203 fő (2022. január 1.). Beaumont-Pied-de-Bœuf Auvers-le-Hamon, Saint-Loup-du-Dorat, Bouère, Le Buret, Préaux, Saint-Brice és Val-du-Maine községekkel határos.

## Népesség
A település népességének változása:
| Lakosok száma | 240  | 180  | 186  | 194  | 199  | 187  | 190  | 203  | 204  | 203  |
|               | 1968 | 1982 | 1990 | 2006 | 2013 | 2015 | 2017 | 2019 | 2020 | 2022 |